# تشارلي بين
تشارلي بين (بالإنجليزية: Charlie Bean) هو اقتصادي بريطاني، ولد في 16 سبتمبر 1953.